# Еквіпотенціал

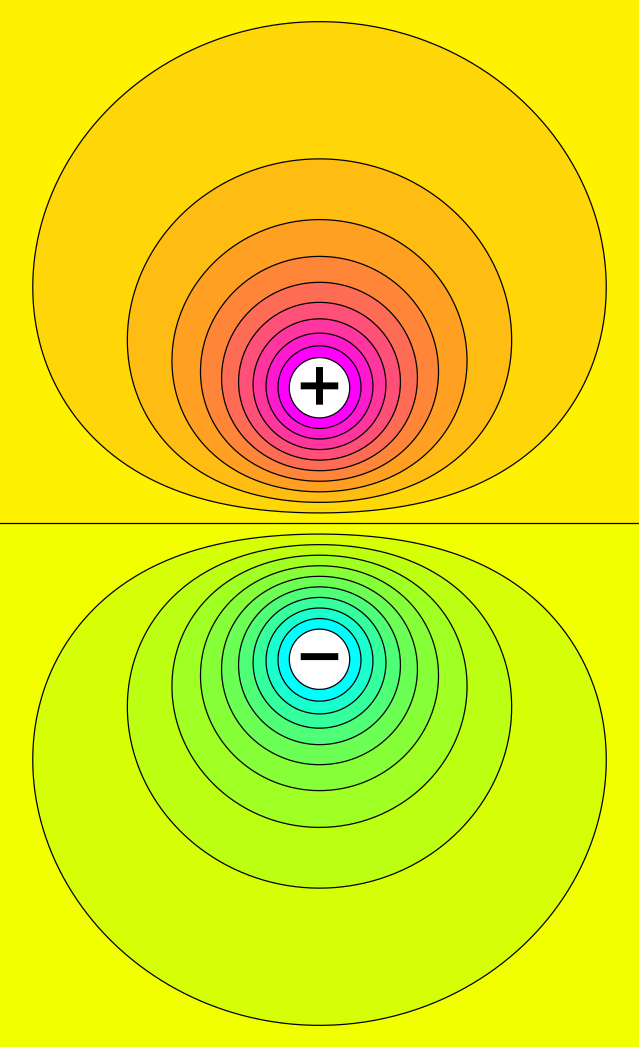
Визначені електростатичні еквіпотенціали (чорні контури) між двома електрично зарядженими сферами

Еквіпотенціал або ізопотенціал у математиці та фізиці означає область у просторі, де кожна точка в ній має однаковий потенціал. Зазвичай це стосується скалярного потенціалу (у цьому випадку це рівень набору потенціалу), хоча він також може бути застосований до векторних потенціалів. Еквіпотенція скалярної потенційної функції в n — вимірному просторі, як правило, (н-1) вимірний простір. Оператор del показує залежність між векторним полем і пов'язаним з ним скалярним потенційним полем. Еквіпотенціальну область можна просто називати «еквіпотенціалом».
Рівнопотенціальна область скалярного потенціалу в тривимірному просторі часто є рівнопотенціальною поверхнею, але вона також може бути тривимірною областю в просторі. Градієнт скалярного потенціалу (а отже, і його протилежність, як у випадку з векторним полем з пов'язаним потенційним полем) скрізь перпендикулярний до поверхні потенціалу і нульової всередині тривимірної еквіпотенціальної області.
Електричні провідники є їхніми представниками. Якщо a і b є будь-які дві точки всередині або на поверхні даного провідника, і якщо немає потоку заряду, що обмінюється між цими точками, то різниця потенціалів між двома точками дорівнює нулю. Таким чином, еквіпотенціал міститиме обидві точки a і b, оскільки вони мають однаковий потенціал. Коротше кажучи, ізопотенціал — це місце всіх точок, що мають однаковий потенціал.
Гравітація перпендикулярна до рівня потенціальних поверхонь потенціалу гравітації, а в електростатиці та у випадку постійних струмів електричне поле (а отже, електричний струм, якщо такий є) перпендикулярно до рівня потенціальних поверхонь електричного потенціалу (напруги).
При дії гравітації порожниста сфера має тривимірну еквіпотенціальну область всередині, без гравітації (див. Теорему оболонки). В електростатиці провідник — це тривимірна рівнопотенціальна область. У випадку з порожнистим провідником (клітка Фарадея) еквіпотенціальна область включає простір всередині.
Куля не буде прискорюватися вліво чи вправо силою тяжіння, якщо вона опирається на рівну горизонтальну поверхню, оскільки це еквіпотенційна (рівнопотенційна) поверхня.